# Johann Valentin Harttramfft
Johann Valentin Harttramfft,  (auch Harttranfft, Harttrampft, * vor 1723 in Leipzig; † 14. August 1755 ebenda) war ein deutscher Mediziner.

## Leben und Wirken
Johann Valentin Harttramfft studierte Medizin, wurde bei Johann Caspar Küchler (1674–1746) an der Universität Leipzig zum Doktor der Medizin promoviert und wirkte in der Folge als Geburtshelfer und praktischer Arzt in Leipzig. Dem unter seinem Vorsitz stehenden Hebammen-Unterricht in Leipzig verhalf er dabei zu überregionaler Anerkennung und wissenschaftlicher Wertschätzung.
Unter der Präsidentschaft von Andreas Elias Büchner wurde Johann Valentin Harttramfft am 4. Mai 1737  unter der Matrikel-Nr. 471 mit dem akademischen Beinamen Philomusus II. zum Mitglied der Leopoldina gewählt.

## Schriften
- Dissertatio medica de glandulis colli puerorum tumefactis. Lipsiae 1723; books.google.de
- De non differenda secundinarum adhærentium extractione. Lipsiae 1735; Textarchiv – Internet Archive.